# 赤沢
赤沢（あかさわ）は、山梨県南巨摩郡早川町にある集落。日蓮宗の総本山である身延山と、同じく日蓮宗の霊山である七面山とに参拝する客の宿場として栄えた。集落は重要伝統的建造物群保存地区として選定されている。郵便番号は409-2733。

## 地理

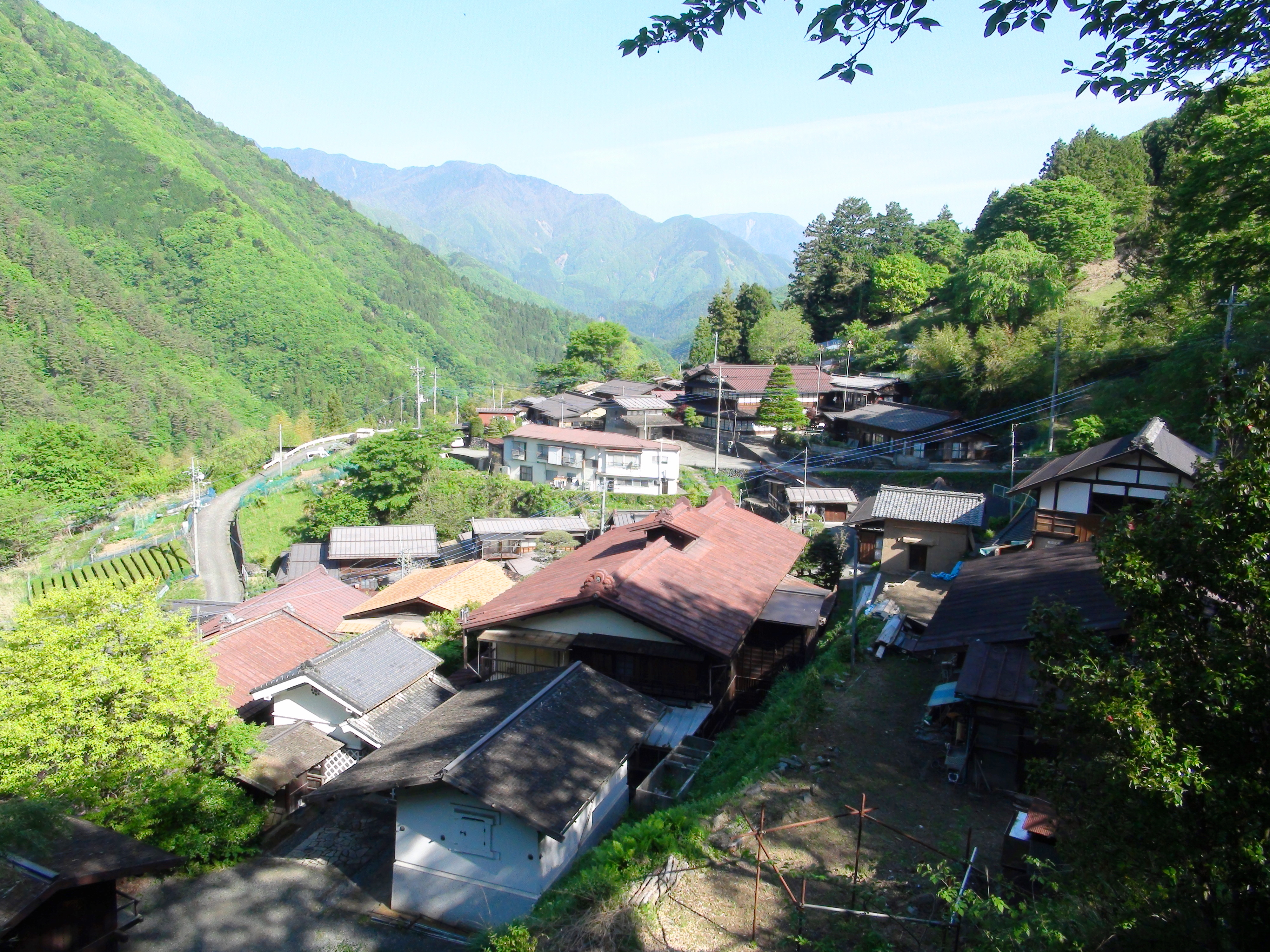
急斜面の山腹に形成された赤沢宿

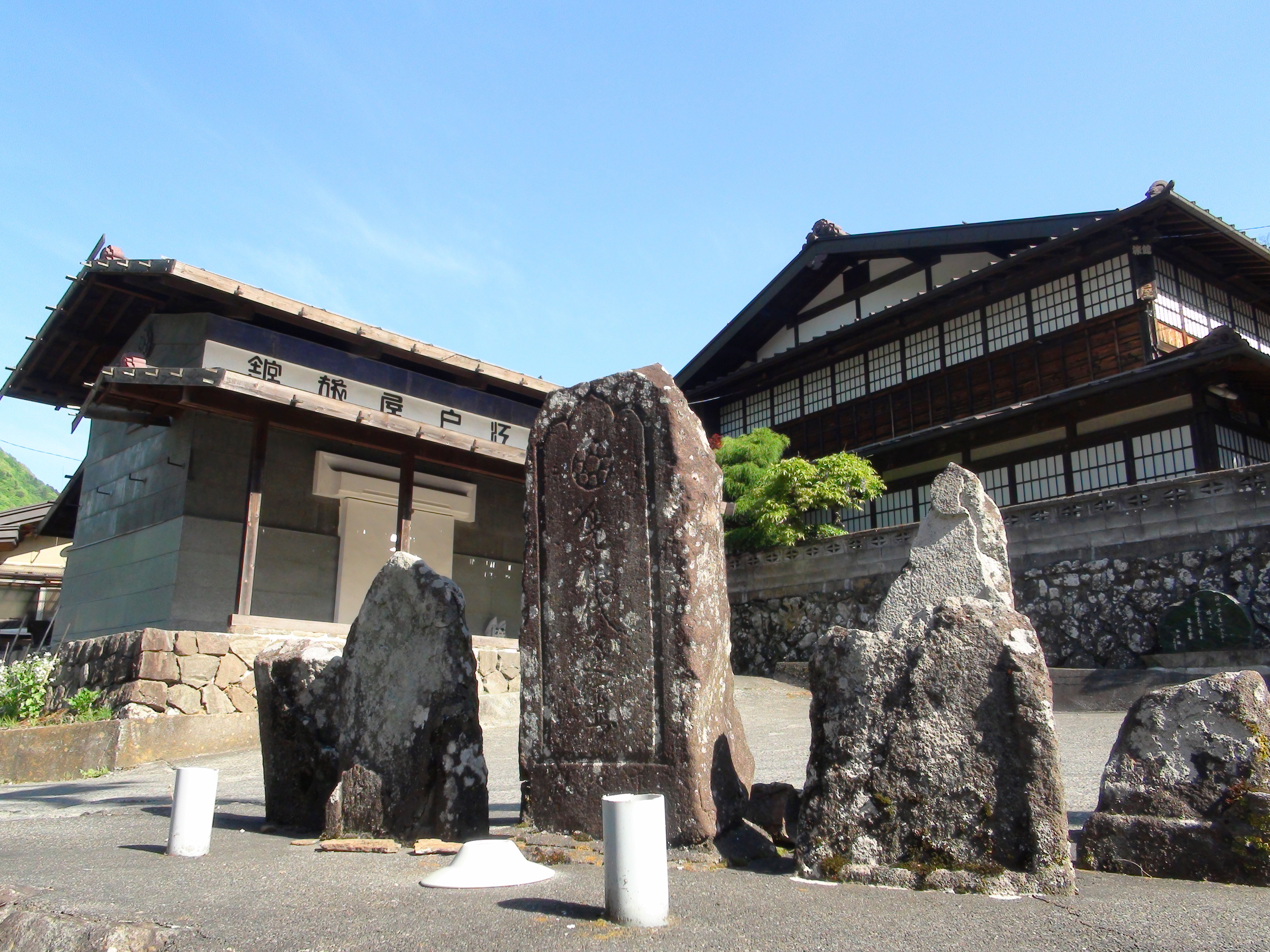
講中宿のひとつ、江戸屋

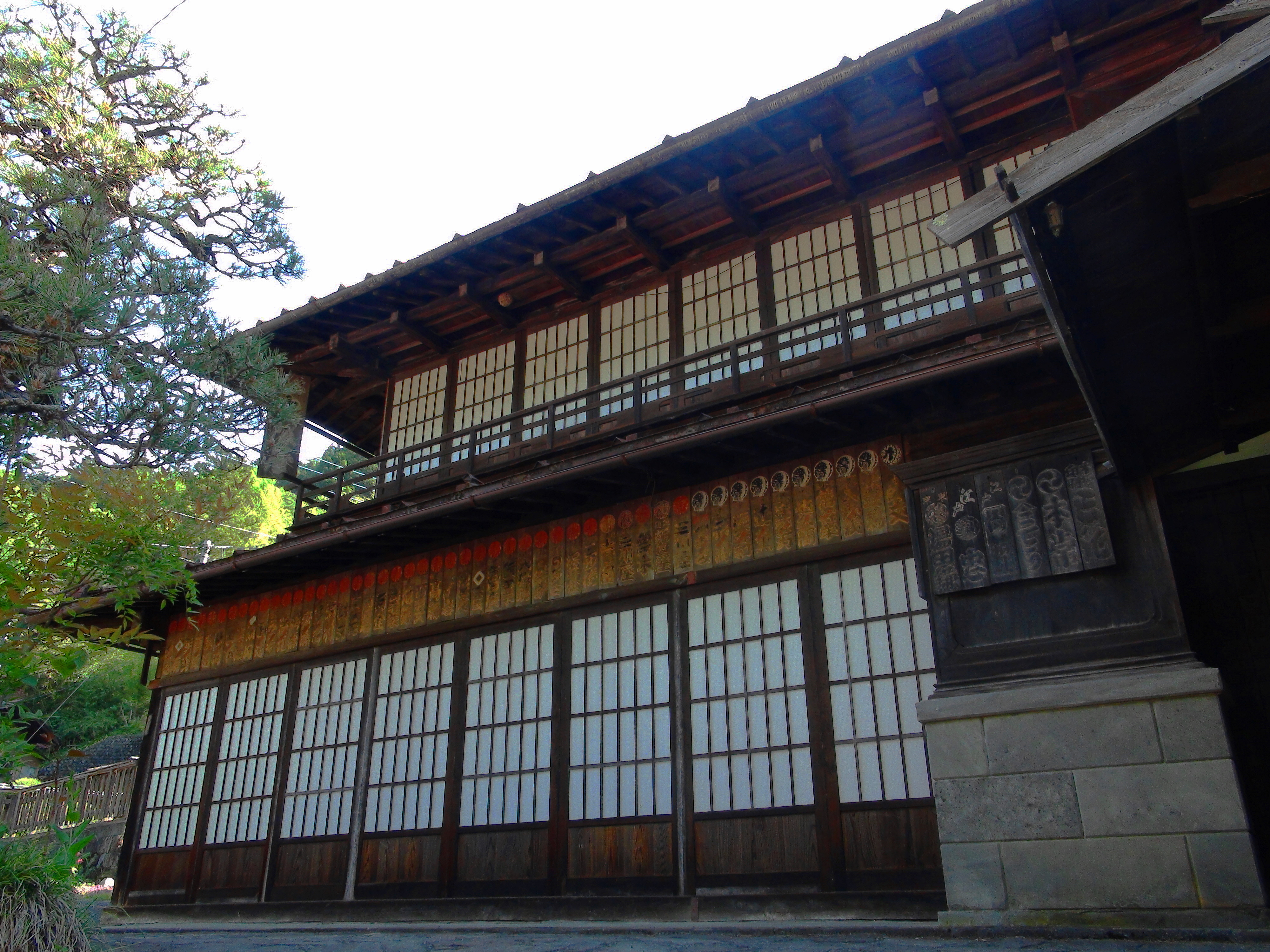
講中宿のひとつ、大阪屋

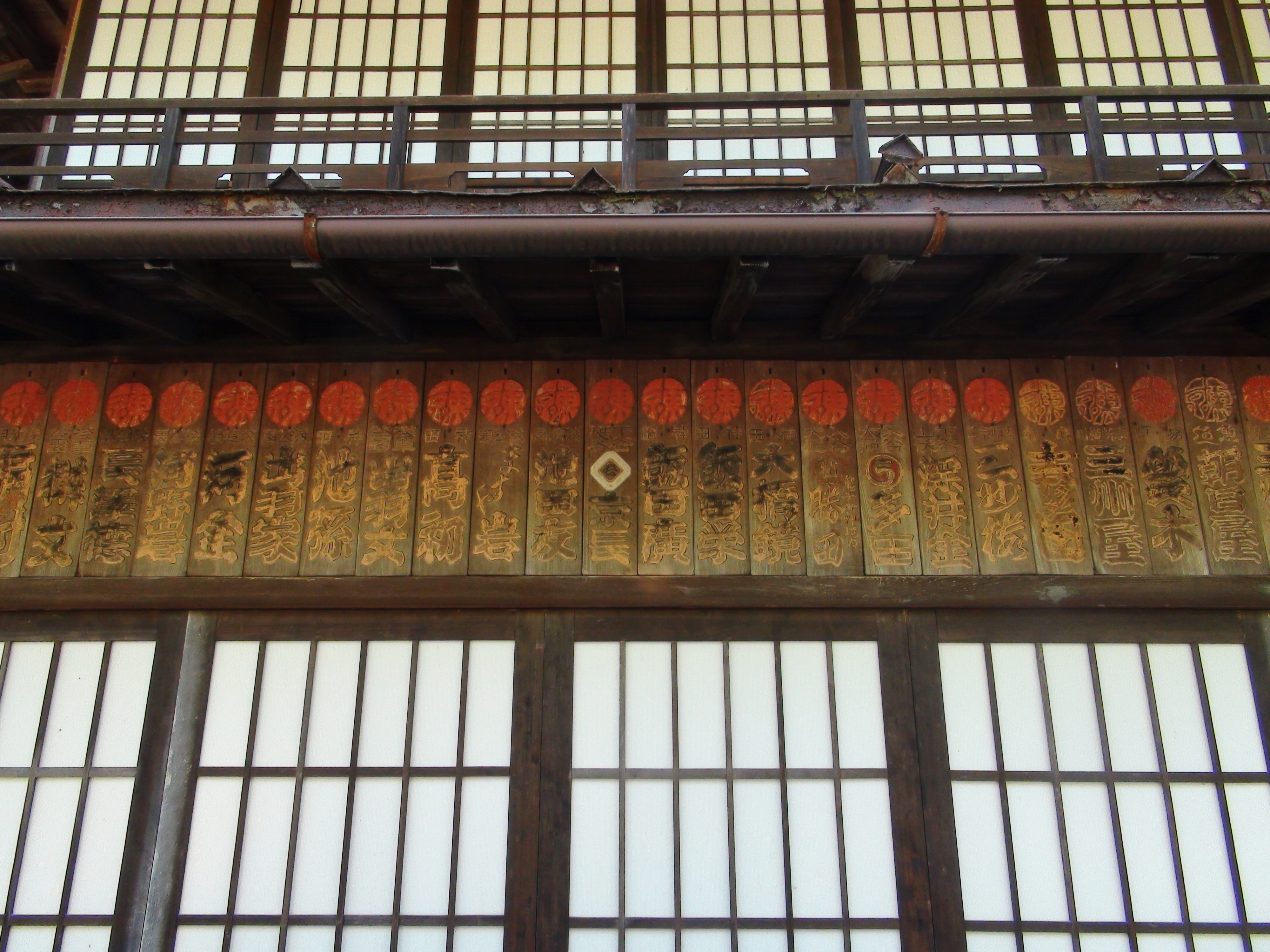
講中宿の軒下にはマネギ板と呼ばれる、各地から訪れる講中の名前を記した板が掲げられている。

赤沢宿は山梨県南西部の早川町南部、南アルプスの南東端に位置し、富士川の支流である早川の更に支流、七面山に源をもつ春木川右岸の標高500～600メートルにかけての急斜面山腹に集落を形成している。東に身延山（標高1148メートル）、春木川をはさんで西に七面山（標高1982メートル）など1000メートル級の山々に囲まれ、後述する身延山から七面山参拝へ向かう参拝ルートの中間に位置している。本来このような急斜面の地形の土地に集落が形成されることは少ないが、江戸期に参拝客の増加に伴い講中宿と呼ばれる宿泊施設や参拝に関連した生業が営まれたことによって、他に例を見ない集落形態を作った。
重要伝統的建造物群保存地区として選定された現在でも、集落へ向かう車道は山肌を這うような見通しの悪い狭い道路で、大型車はおろか乗用車でさえ擦れ違いが困難である。路線バスは麓にある早川町乗合バスのバス停まで行く必要がある（大人の健常者で徒歩15～20分程度）。

## 歴史
赤沢の草分けとされる家は2軒あり、そのうち1軒は1274年(文永11年）に来住したという伝承を持つ。また、赤沢の檀那寺である日蓮宗長徳山妙福寺は、もともと真言宗の寺であったが、1277年（建治3年）、日蓮の高弟、日朗との宗旨問答に負けて日蓮宗に改宗したとの由緒を持つことから、この時期には人家があったことが推測される。
もう1軒の草分けが来住したのは1582年(天正10年）とされ、1591年（天正19年）の検地帳には17戸の家数が記載されている。
検地帳などからは、近世から現代まで戸数30戸前後で推移していることがわかる。
江戸時代の早い段階で、隣の小縄村、高住村と一括されて「小縄高住赤沢村」として公式の文書に登場するようになる。3村一括の状態は、1874年（明治7年）に本建村赤沢区となるまで続いた。
1889年（明治22年）には、本建村と硯島村との間で組合村が成立したが、1911年（明治44年）には解消。1956年（昭和31年）には、本建村の合併により、早川町赤沢となった。
近世後半から第二次世界大戦前までは参詣客が多く、赤沢が最も栄えた時期と考えられる。人々は、参詣客相手の旅館や食堂、案内役・荷物持ちのほか、七面山敬慎院への物資運搬、身延山と七面山との連絡役、林業、木工業などを生業としていた。

## 景観と建造物
赤沢は、1993年に重要伝統的建造物群保存地区として選定された。地区の種別は山村・講中宿で、選定基準は「(3)伝統的建造物群及びその周囲の環境が地域的特色を顕著に示しているもの」。
山の中腹に位置する山間集落であり、家屋以外に畑や水場なども一体的な景観をなしており、街道の両側に建物が軒を並べるという一般的な宿場町とは違った景観を形成している。
建物の造りとしては、座敷の2辺を囲む周り土間が特徴である。これは、大勢の参拝客が一斉にわらじを脱いで家に上がれるようにとの理由からである。板葺き石置き屋根が一般的であるが、江戸屋、大阪屋といった主な旅館では、大正時代にトタン屋根が導入され、伝建地区においても、その歴史的経緯からトタン屋根が認められている。

## 参詣客
身延山・七面山参詣は、自動車交通の一般化以前は、身延山久遠寺から奥の院に登り、そこから赤沢に降りて1泊し、翌日七面山に登るというコースが一般的であった。
江戸時代、庶民の物見遊山が一般化する過程で客が増えたと考えられ、最盛期である明治期には、総戸数40戸程度の集落に9軒の旅館があった。最も客の多い夏の時期には旅館だけでは客を泊めきれず、旅館の蔵や周囲の民家にも宿泊したという記録がある。また、1晩泊まるのではなく、第1陣の客が何時間か仮眠のあと出発すると第2陣を泊め、その後は第3陣と、3交代で泊めたという話も地元に伝わっている。
しかし、七面山登山口までの車道が整備されると、参詣客は身延山を往復し、その後七面山登山口にバスで来て七面山を往復して帰る、というコースを取るようになり、中継点である赤沢から客足が遠のくこととなった。
利用客の減少や後継者がいないなどの問題があり、1990年代前半に6軒あった旅館は2000年前後には3軒に減少、2005年からは、営業を続ける旅館は1軒のみである。

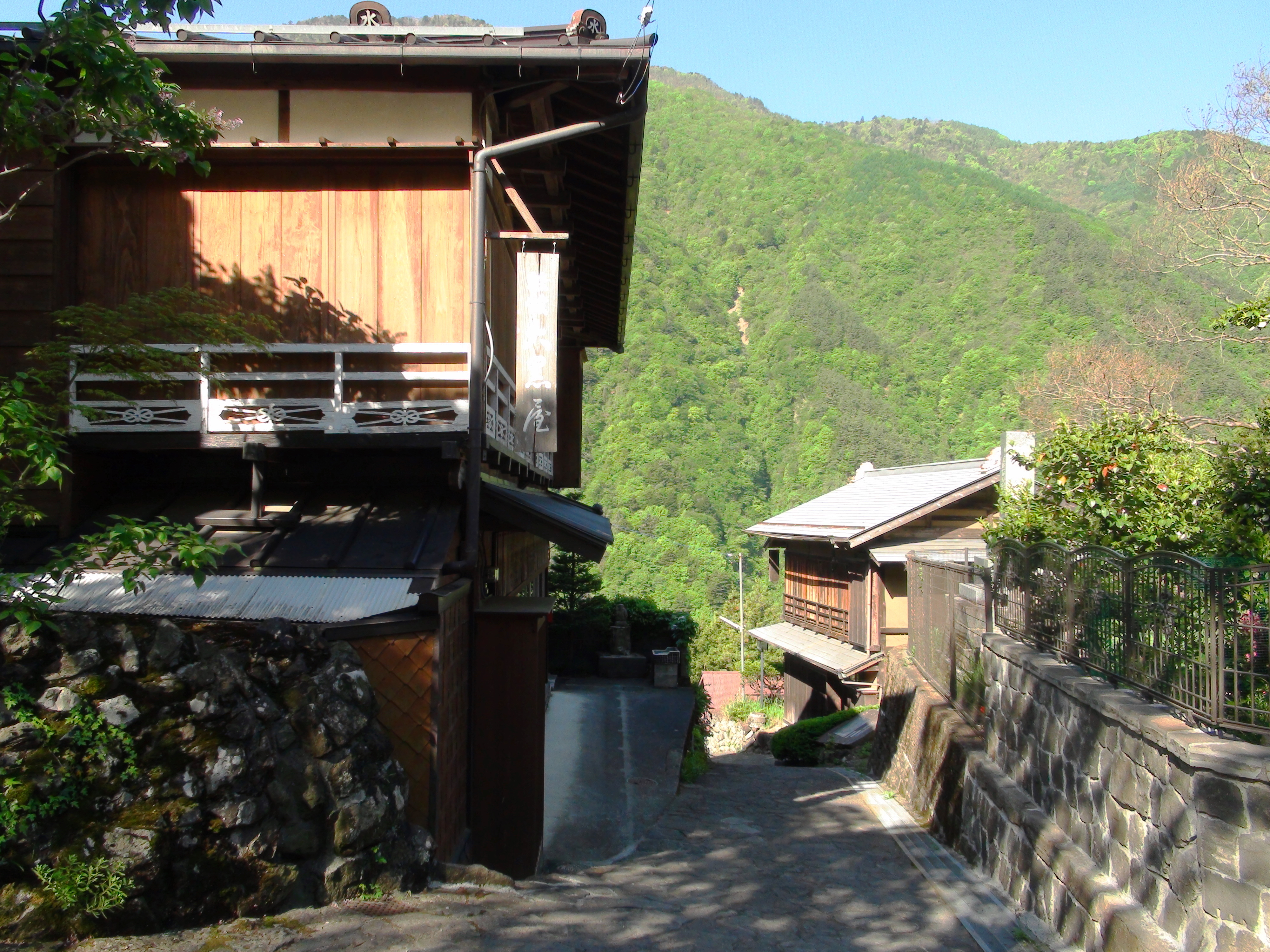
石畳
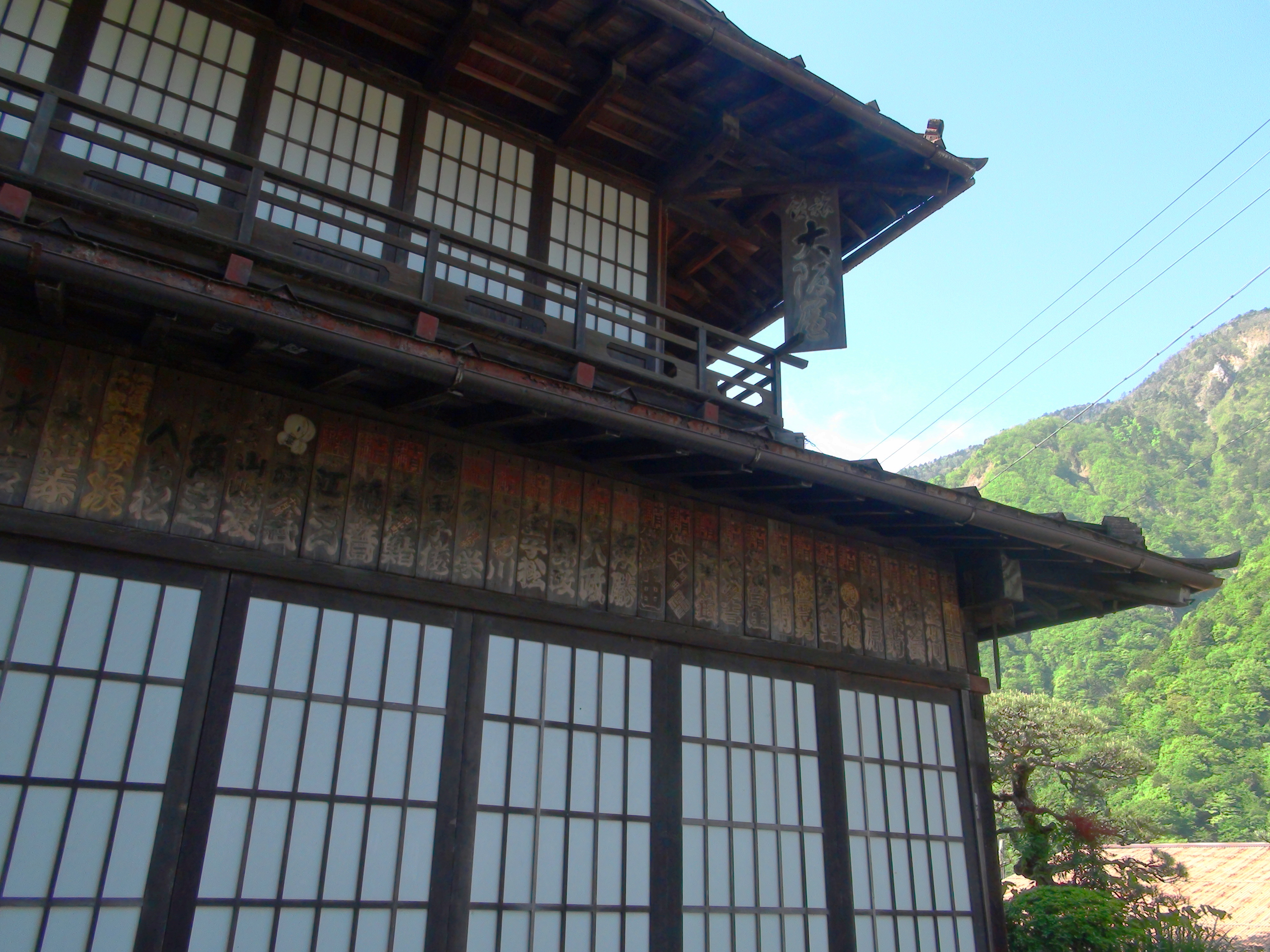
講中宿と七面山
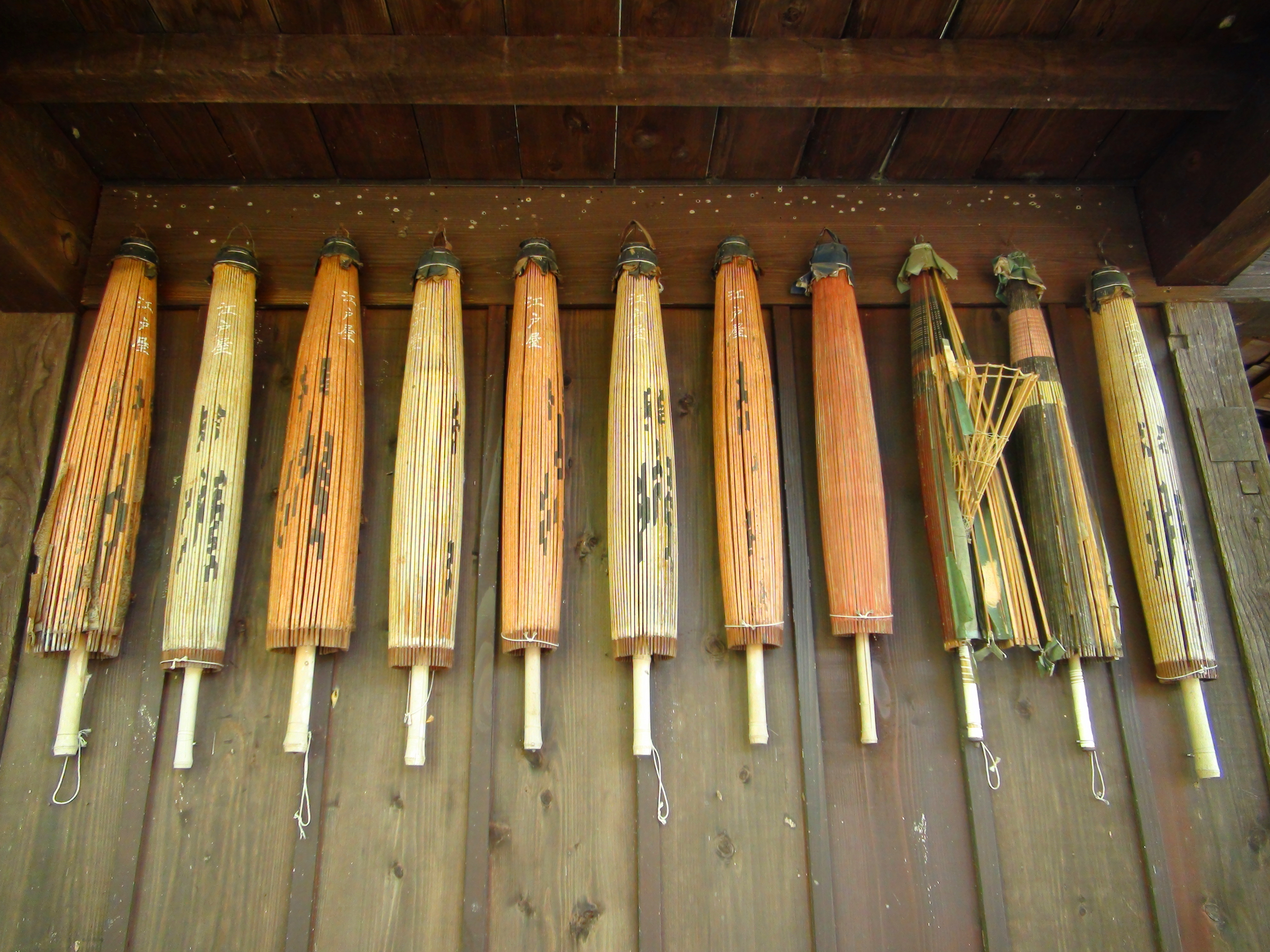
軒下の和傘